# Bojszowy (gmina)
Bojszowy est une gmina rurale du powiat de Bieruń-Lędziny, Silésie, dans le sud de la Pologne. Son siège est le village de Bojszowy, qui se situe environ 8 km au sud de Bieruń et 22 km au sud de la capitale régionale Katowice.
La gmina couvre une superficie de 34,07 km2 pour une population de 6 623 habitants.

## Géographie
La gmina inclut les villages de Bojszowy, Bojszowy Nowe, Jedlina, Międzyrzecze et Świerczyniec.
La gmina borde les villes de Bieruń et Tychy, et les gminy de Kobiór, Miedźna, Oświęcim et Pszczyna.